# Mosport International Raceway

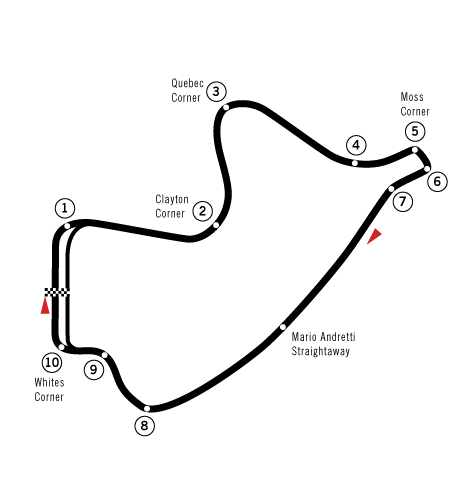
Mosport International Raceway

A Mosport International Raceway kanadai versenypálya, 100 km-re Torontótól.
Nyolcszor volt a helyszíne a Formula–1-es kanadai nagydíjnak. Az elsőt 1967-ben rendezték itt, Jack Brabham nyert esőben Denny Hulme és Dan Gurney előtt. Egy év kihagyás után 1969-ben Jacky Ickx volt a legboldogabb a dobogón, Jack Brabham és Jochen Rindt voltak kísérői. 1970-ben ismét kikerült Mosport a naptárból. 1968-ban és 1970-ben is Mont-Tremblant rendezte a kanadai nagydíjat. 1971-ben Jackie Stewart diadalmaskodott, esőben. A második Ronnie Peterson, a harmadik pályafutása első és utolsó F1-es dobogóját elérő Mark Donohue előtt. 1972-ben már nem került ki a versenynaptárból, Jackie Stewart duplázni tudott Mosportban. Trófeát kapott még Peter Revson és Denny Hulme is. 1973-ban Peter Revson győzött, esős körülmények között. A második Emerson Fittipaldi, a harmadik Jackie Oliver lett, aki utolsó F1-es dobogóját szerezte. 1974-ben a világbajnok Emmo győzött Clay Regazzoni és Ronnie Petterson előtt. 1975-ben nem rendeztek Kanadai nagydíjat. 1976-ban James Hunt teljesítette leggyorsabban a távot Patrick Dépailler és Mario Andretti előtt. 1977-ben rendezték itt utoljára a kanadai nagydíjat, amit Jody Scheckter nyert a Wolffal, második Patrick Dépailler, a harmadik Jochen Mass lett. Ezután már Montrealban tartják a nagydíjat.

## Adatok
- Pálya hossza: 3 957 méter

## Statisztikák
- Legtöbb győzelem: Jackie Stewart (2)
- Legtöbb pole: Andretti, Hunt, Peterson, Revson, Stewart, Ickx, Clark, Fittipaldi (1)
- Legtöbb dobogó: Denny Hulme és Clay Regazzoni (2-2)
- Legtöbb pont: Jackie Stewart (20)
- Legtöbb leggyorsabb kör: Andretti, Fittipaldi, Ickx, Stewart, Clark, Brabham, Hulme, Lauda (1)